# مونیک هناگان
مونیک هناگان (انگلیسی: Monique Hennagan؛ زادهٔ ۲۶ مه ۱۹۷۶) دونده اهل ایالات متحده آمریکا بود.
وی در مسابقات کشوری و بین‌المللی در مجموع برندهٔ ۲ مدال طلا شده‌است.